# Edersfeld
Edersfeld ist ein Gemeindeteil der Stadt Gunzenhausen im Landkreis Weißenburg-Gunzenhausen (Mittelfranken, Bayern). Edersfeld liegt in der Gemarkung Aha.

## Lage und Verkehr
Der „idyllisch gelegene Weiler“ liegt südwestlich von Gunzenhausen, westlich des Gunzenhäuser Gemeindeteils Aha, mit dem er durch eine Straße verbunden ist, östlich der Bundesstraße 466 und westlich der Kreisstraße WUG 28. Durch Edersfeld fließt östlich des Wurmbacher Bergs der Merzelfeldgraben. Gunzenhausen liegt rund drei Kilometer entfernt. Östlich von Edersfeld führt der Altmühltal-Panoramaweg vorbei.

## Geschichte
Der Ortsname bedeutet „Zum Feld eines Ed(e)ram“ bzw. „Feld des Eder“. Der Ort wurde erstmals 1294 urkundlich erwähnt, als Konrad von Lellenfeld, genannt Vrbuzze, Leibeigener der Grafen von Truhendingen in das Kloster Auhausen eintrat und dabei seinen Besitz, unter anderem ein Gut in „Edramsuelt“, dem Kloster übereignete. Erst gegen Ende des 14. Jahrhunderts kam der Ort wieder in einer Urkunde vor: Um 1370 gingen von einem Lehen zu „Edersfelt“, das dem Benediktinerkloster Heidenheim gehörte, Abgaben an das Amt Spielberg der Grafen von Oettingen, die die Vogtei innehatten. Auch das Kloster Ellwangen hatte um diese Zeit Besitz in Edersfeld.
Im 15. Jahrhundert wurde eine St.-Leonhards-Kapelle zu Edersfeld genannt, die die Stadt Gunzenhausen 1414 dem Augustiner-Chorherrenstift Rebdorf abkaufte; die „Linhardskapelle“, eine Wallfahrtskapelle, wurde nach der Reformation nach und nach bis 1677 abgebrochen, nachdem das „Kapellenhaus“, wohl die Wohnung des Geistlichen, bereits 1588 verkauft worden war. Weiterhin waren in Edersfeld die Klöster Heidenheim und Ellwangen begütert; auch die Deutschordensniederlassung in Ellingen hatte dort Grundbesitz. Ein zum Schloss Spielberg gehörender Fischweiher wurde 1436 genannt; er war vorübergehend bis 1493 im Besitz der Marschälle von Pappenheim; 1775 besaßen die Grafen von Oettingen dort ein „Weyherlein“. Im 16. Jahrhundert zinste ein Untertan von „Egersfelt“ an die Karmeliterklosterpflege zu Weißenburg. Abgaben gingen auch an das ansbachisch-markgräfliche Amt Wald; hochgerichtlich unterstand „Edersfellt“ 1532 dem markgräflichen Oberamt Gunzenhausen. Die Markgrafen mehrten ihren Besitz im Dorf 1539, 1589 und 1590 durch Ankäufe.
Anfang des 17. Jahrhunderts (1608) waren die Besitzverhältnisse in „Odersveldt“ folgende: neun Untertanen waren unterschiedlichen markgräflichen Ämtern gült- und vogtbar, ein Untertan gehörte dem Fuchs von Bimbach zu Schwaningen. Auch der Deutsche Orden in Ellingen wurde im Jahr 1667 noch als Grundherr genannt. 1732 lag dessen Hofstelle öde; Edersfeld war zu dieser Zeit ins seit 1528 evangelische Aha gepfarrt, der Große Zehent stand aber größtenteils dem Augustinerstift Rebdorf zu. Die Gemeindeherrschaft, die Vogtei und die hohe Gerichtsbarkeit wurden nach wie vor vom markgräflichen Oberamt Gunzenhausen ausgeübt. Am Ende des 18. Jahrhunderts waren elf Untertanen markgräflich und damit seit 1792 preußisch und ein Untertan „fremdherrisch“, das heißt dem Deutschen Orden in Ellingen angehörend.
1806 endete die preußische Herrschaft, das Dorf wurde bayerisch und gehörte zum Steuerdistrikt Aha im Landgericht/Rentamt Gunzenhausen, dem späteren Landkreis Gunzenhausen. 1811 wurde der Steuerdistrikt in eine Ruralgemeinde umgewandelt. 1824 bestand Edersfeld aus 15 Anwesen mit 95 Einwohnern, 1846 aus 16 Häusern und 25 Familien mit 87 Personen. 1867 vermeldet ein Ortslexikon des Königreichs Bayern für den Ort 25 Gebäude und 78 Einwohner. 1950 zählte man in den 15 Anwesen des Dorfes noch 81 Bewohner, 1966 waren es 53. Am 1. Mai 1978 wurde die Gemeinde Aha, zu der Edersfeld gehörte, nach Gunzenhausen eingemeindet.